# Olaf Jäkel
Olaf Jäkel (* 1961) ist ein deutscher Anglist.

## Leben
Er studierte Anglistik, Philosophie und Pädagogik an der Universität Hamburg (erstes und zweites Staatsexamen fürs Lehramt an der Oberstufe allgemeinbildender Schulen). Von 1984 bis 1985 unterrichtete er als Assistant Teacher in Grimsby; selbstständiger Deutschunterricht (DaF) auf allen Jahrgangsstufen zweier Comprehensive Schools: Hereford School und Western School. Von 1990 bis 1992 war er Forschungsstipendiat der DFG am Graduiertenkolleg Kognitionswissenschaft der Universität Hamburg. Von 1992 bis 1998 war er Lehrbeauftragter für Anglistik/Linguistik am Seminar für Englische Sprache und Kultur der Universität Hamburg. Nach der Promotion 1996 zum Dr. phil. am Fachbereich Sprachwissenschaften der Universität Hamburg war er von 1997 bis 1999 Studienreferendar für die Fächer Englisch und Philosophie am Gymnasium Finkenwerder. Von 1998 bis 2002 war er Hochschulassistent (C1) für Anglistik/Linguistik am Institut für Anglistik und Amerikanistik der Martin-Luther-Universität Halle-Wittenberg. Von 2002 bis 2008 lehrte er als Juniorprofessor für Anglistik/Linguistik am Englischen Seminar der Universität Flensburg. Seit 2008 ist er Professor für Anglistische Sprachwissenschaft und Didaktik am Seminar für Anglistik und Amerikanistik der Europa-Universität Flensburg.

## Schriften (Auswahl)
- Sokratisches Textgespräch. Ein Modell zur schülerorientierten Gedichtinterpretation im Englischunterricht mit Fortgeschrittenen. Frankfurt am Main 2001, ISBN 3-631-37736-3.
- Wie Metaphern Wissen schaffen. Die kognitive Metapherntheorie und ihre Anwendung in Modell-Analysen der Diskursbereiche Geistestätigkeit, Wirtschaft, Wissenschaft und Religion. Hamburg 2003, ISBN 3-8300-1182-2.
- The Flensburg English classroom corpus (FLECC). Sammlung authentischer Unterrichtsgespräche aus dem aktuellen Englischunterricht auf verschiedenen Stufen an Grund-, Haupt-, Real- und Gesamtschulen Norddeutschlands. Münster 2010, ISBN 978-3-939858-13-3.
- als Herausgeber mit Holger Limberg: Unterrichtsforschung im Fach Englisch. Empirische Erkenntnisse und praxisorientierte Anwendung. Frankfurt am Main 2016, ISBN 3-631-66711-6.